# Артемон (Евстратов)
Епископ Артемон (в миру Василий Иванович Евстратов; 14 февраля 1889, деревня Язвы, Тверская губерния — 4 декабря 1937) — епископ Русской православной церкви, епископ Курский и Обоянский.

## Биография
В 1910 году окончил Псковскую духовную семинарию.
В 1911 году рукоположен, возведён в сан иерея.
В 1918 или 1919 году окончил Московскую духовную академию со степенью кандидата богословия. Священствовал до 1931 года.
В 1925 году был арестован в Тверской губернии по делу поджога здания милиции и приговорен к 1 году тюремного заключения.
23 марта (5 апреля) 1932 года пострижен в монашество.
28 марта (10 апреля) 1932 года хиротонисан во епископа Петропавловского, викария Омской епархии. Хиротонию совершали: митрополит Сергий (Страгородский), архиепископ Хутынский Алексий (Симанский), епископ Дмитровский Питирим (Крылов), епископ Коломенский Петр (Руднев), епископ Николай (Муравьёв), епископ Каширский Иннокентий (Клодецкий).
11 июля 1933 года — епископ Бугурусланский, викарий Самарской епархии.
В 1934 году был временно командирован для управления Ульяновской епархией и в том же году переведён епископом Мелекесским, викарием Ульяновской епархии.
30 сентября 1935 года — епископ Елецкий, викарий Орловской епархии.
19 октября 1935 года — епископ Орловский.
С 15 декабря 1935 года — епископ Курский и Обоянский. Временно управлял Белгородской епархией.
21 апреля 1937 года был арестован. Обвинён в «руководстве контрреволюционной фашистской организацией церковников». Своё участие в контрреволюционной организации и контрреволюционную деятельность отрицал. Приговорён к расстрелу. 4 декабря 1937 года — расстрелян.